# Herbicida

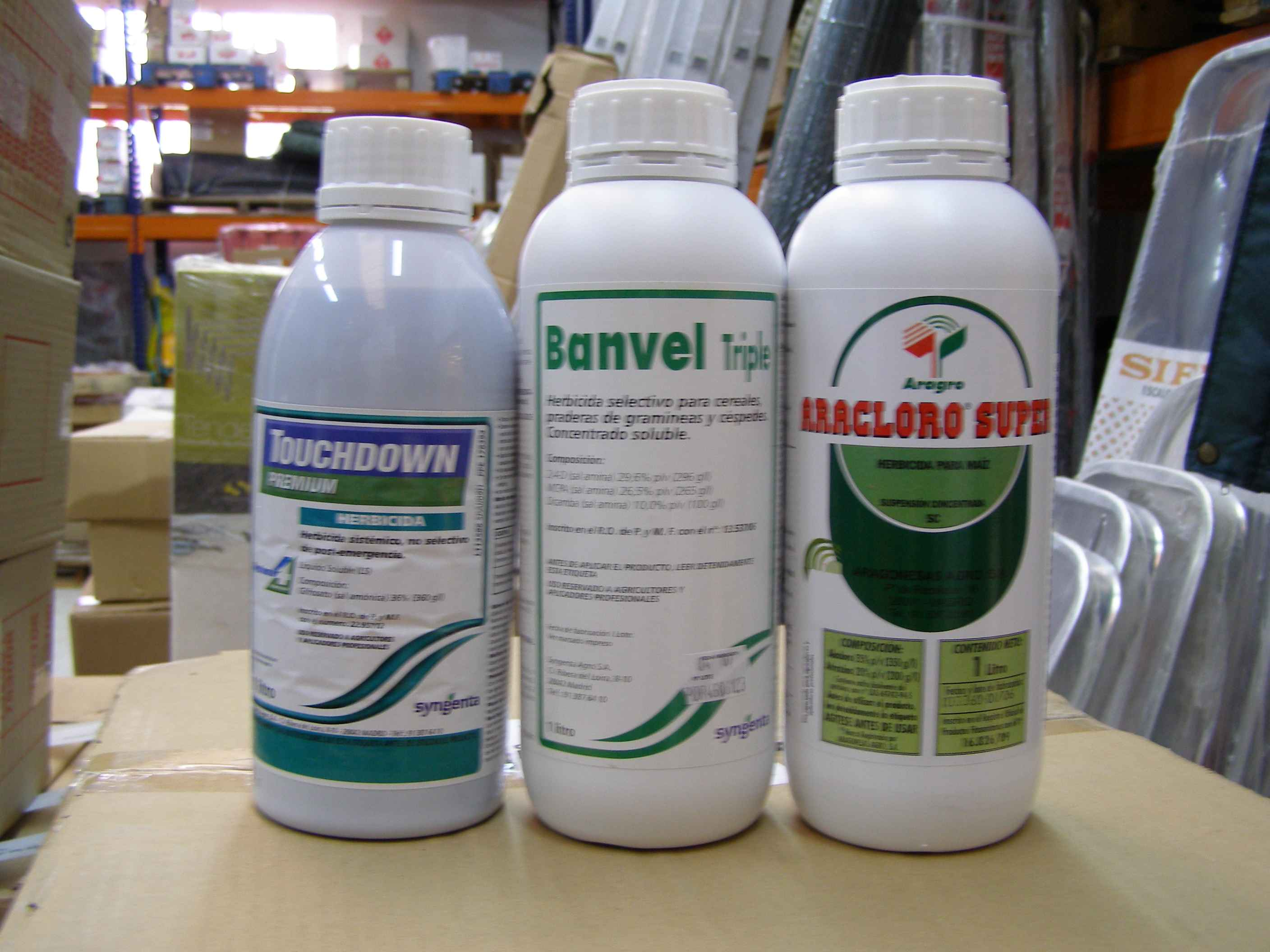
Diferentes herbicidas: glifosato; Banvel Triple, 2,4-D, MCPA, etc.

Un herbicida es un producto químico utilizado para controlar y/o eliminar plantas indeseadas. Algunos actúan interfiriendo con el crecimiento de las malas hierbas y se basan frecuentemente en las hormonas de las plantas. Los herbicidas selectivos controlan especies de malas hierbas específicas, dejando al cultivo deseado relativamente indemne, mientras que los herbicidas no selectivos (a veces denominados herbicidas totales en los productos comerciales) pueden utilizarse para limpiar terrenos baldíos, terrenos industriales y de construcción, vías férreas y terraplenes de ferrocarril, ya que matan todo el material vegetal con el que entran en contacto. Aparte de la selectividad/no selectividad, otras distinciones importantes son la persistencia (también conocida como acción residual: el tiempo que el producto permanece en el lugar y sigue siendo activo), el medio de absorción (si se absorbe sólo por el follaje sobre el suelo, a través de las raíces o por otros medios) y el mecanismo de acción (cómo funciona). Históricamente, productos como la sal común y otras sales metálicas se utilizaban como herbicidas, pero su uso ha ido disminuyendo y en algunos países algunos de ellos están prohibidos debido a su persistencia en el suelo y a la preocupación por la toxicidad y la contaminación de aguas subterráneas. Los herbicidas también han sido utilizados en guerras y conflictos, por ejemplo como agentes defoliantes o para perturbar la producción agrícola.
Los herbicidas modernos suelen ser imitaciones sintéticas de las hormonas vegetales naturales que interfieren en el crecimiento de las plantas objetivo. El término herbicida orgánico ha llegado a designar a los herbicidas destinados a la agricultura ecológica. Algunas plantas también producen sus propios herbicidas naturales, como el género Juglans (nogal), o el árbol del cielo; esta acción de los herbicidas naturales, y otras interacciones químicas relacionadas, se denomina alelopatía. Debido a la resistencia a los herbicidas -una de las principales preocupaciones en la agricultura- varios productos combinan herbicidas con diferentes medios de acción. La gestión integrada de plagas puede utilizar herbicidas junto con otros métodos de control de plagas.
En los Estados Unidos en 2012, alrededor del 91% de todo el uso de herbicidas, determinado por el peso aplicado, fue en la agricultura. : 12  En 2012, el gasto mundial en plaguicidas ascendió a casi 24.700 millones de dólares; los herbicidas representaron cerca del 44% de esas ventas y constituyeron la mayor parte, seguidos de insecticidas, fungicidas y fumigantes.: 5  El herbicida también se utiliza en la silvicultura, donde se ha descubierto que ciertas formulaciones suprimen las variedades de madera dura en favor de las coníferas tras la tala de árboles, así como los sistemas de pastoreo, y la gestión de las zonas reservadas como hábitat de la fauna.

## Historia
Antes del uso generalizado de los herbicidas, se utilizaban controles culturales, como la alteración del pH del suelo, la salinidad o los niveles de fertilidad, para controlar las malas hierbas. El control mecánico (incluida la labranza) también se utilizó (y se sigue utilizando) para controlar las malas hierbas.

### Los primeros herbicidas

2,4-D, el primer herbicida químico, fue descubierto durante la Segunda Guerra Mundial.

Aunque la investigación sobre los herbicidas comenzó a principios del siglo XX, el primer gran avance fue el resultado de las investigaciones realizadas tanto en el Reino Unido como en Estados Unidos durante la Segunda Guerra Mundial sobre la posible utilización de herbicidas en la guerra. El primer herbicida moderno, el 2,4-D, fue descubierto y sintetizado por W.G.Templeman en Imperial Chemical Industries. En 1940, demostró que «las sustancias de crecimiento aplicadas adecuadamente matarían ciertas malas hierbas de hoja ancha en los cereales sin dañar los cultivos». En 1941, su equipo consiguió sintetizar la sustancia química. Ese mismo año, R. Pokorny, en Estados Unidos, también lo consiguió.
Independientemente, un equipo bajo el mando de Juda Hirsch Quastel, que trabajaba en la Estación Experimental de Rothamsted hizo el mismo descubrimiento. Quastel recibió el encargo del Agricultural Research Council (ARC) de Estados Unidos de descubrir métodos para mejorar el rendimiento de los cultivos. Al analizar el suelo como un sistema dinámico, y no como una sustancia inerte, pudo aplicar técnicas como la perfusión. Quastel pudo cuantificar la influencia de diversas hormonas vegetales, inhibidores y otros productos químicos en la actividad de los microorganismos del suelo y evaluar su impacto directo en el crecimiento de las plantas. Aunque el trabajo completo de la unidad permaneció en secreto, algunos descubrimientos se desarrollaron para su uso comercial después de la guerra, incluido el compuesto 2,4-D.
Cuando el 2,4-D se comercializó en 1946, provocó una revolución mundial en la producción agrícola y se convirtió en el primer herbicida selectivo de éxito. Permitió mejorar en gran medida el control de las malas hierbas en el trigo, el maíz, el arroz y otros cultivos de hierba similares, porque mata a las dicotiledóneas (plantas de hoja ancha), pero no a la mayoría de las monocotiledóneas (hierbas). El bajo coste del 2,4-D ha hecho que se siga utilizando hoy en día, y sigue siendo uno de los herbicidas más utilizados en el mundo. Al igual que otros herbicidas ácidos, las formulaciones actuales utilizan una sal de amina (a menudo trimetilamina) o uno de los muchos ésteres del compuesto original. Estos son más fáciles de manejar que el ácido.

### Descubrimientos posteriores
La familia de herbicidas de la triazina, que incluye la atrazina, se introdujo en la década de 1950; actualmente es la familia de herbicidas más preocupante en lo que respecta a la contaminación de aguas subterráneas. La atrazina no se descompone fácilmente (en unas pocas semanas) tras su aplicación en suelos con un pH superior al neutro. En condiciones de suelo alcalino, la atrazina puede ser transportada al perfil del suelo hasta la capa freática por el agua del suelo tras las precipitaciones, provocando la mencionada contaminación. Por tanto, se dice que la atrazina tiene "arrastre", una propiedad generalmente indeseable para los herbicidas.
El glifosato (Roundup) se introdujo en 1974 para el control no selectivo de las malas hierbas. Tras el desarrollo de plantas de cultivo resistentes al glifosato, ahora se utiliza ampliamente para el control selectivo de las malas hierbas en los cultivos. El emparejamiento del herbicida con la semilla resistente contribuyó a la consolidación de la industria química y de semillas a finales de la década de 1990.
Muchos de los herbicidas modernos utilizados en la agricultura y la jardinería están formulados específicamente para descomponerse en un corto periodo de tiempo tras su aplicación. Esto es deseable, ya que permite plantar posteriormente cultivos y plantas que, de otro modo, podrían verse afectados por el herbicida. Sin embargo, los herbicidas con baja actividad residual (es decir, que se descomponen rápidamente) a menudo no proporcionan un control de las malas hierbas a lo largo de la temporada y no garantizan que las raíces de las malas hierbas mueran bajo la construcción y el pavimento (y no puedan emerger de forma destructiva en los años venideros), por lo que sigue habiendo un papel para los herbicidas con altos niveles de persistencia en el suelo.
Muchos herbicidas ya están prohibidos. El metolacloro desde el 2002 en Europa. A pesar de ello sigue apareciendo en los análisis de aguas de consumo humano. Otros, también prohibidos hace muchos años, han sido encontrados en análisis en el Parque Nacional de Doñana. Los análisis muestran que algunos de ellos se siguen utilizando ilegalmente.

## Clasificación de tipos
No existe un solo sistema de clasificación de los herbicidas. Los diferentes sistemas se basan en criterios muy dispares, como su naturaleza química, su mecanismo de acción o su toxicidad. No obstante, podemos dividirlos: 

### Según su persistencia
- Residuales: Estos se aplican al suelo, sobre la tierra desnuda y forman una capa tóxica que controla la proliferación de las malas hierbas al atravesarla durante su germinación. Dos aplicaciones al año de herbicidas residuales pueden ser suficientes para mantener un suelo limpio de malas hierbas anuales que nacen de semilla. Normalmente no son activos sobre especies perennes que rebrotan a partir de rizomas, estolones o bulbillos; sí lo son en cambio si la mala hierba nace de semillas (p. ej., Terbutilazina).
- No residuales: se degradan normalmente en poco tiempo por lo que solo actúan sobre las plantas sobre las que caen cuando se aplican. aparte de esto su clasificación se diferencian de acuerdo a la planta

### Según su movilidad dentro de la planta
- Sistémicos: Se aplican sobre la planta, se absorbe y al ser traslocado a otras zonas de la planta a través del floema puede afectar a zonas de ella sobre las que el producto no cayó al tratarla. (p. ej., glifosato).
- De contacto: no se traslocan por el floema por lo que solo afecta a las zonas de las plantas sobre el que caen. (p. ej., paraquat).

### Según la acción sobre las plantas
- Selectivos: Son aquellos herbicidas que respetando el cultivo indicado eliminan las hierbas indeseadas, o al menos, un tipo de ellas. (p. ej., la metribuzina en cultivos de patata, gladiolo y otros).
- No selectivos: eliminan una gran gama de familias de plantas (p. ej., el glifosato). Por ello además de las labores de campo, son ampliamente utilizados para zonas industriales, carreteras etc. Para aplicarse en terrenos con determinados cultivos se debe tener precaución para no afectarlos.

### Según el momento en que debe aplicarse
- De preemergencia: Se aplican antes de la emergencia o germinación del cultivo. (por ejemplo terbutilazina).
- De postemergencia: Se aplican después de la emergencia o germinación del cultivo.

Existen herbicidas que pueden ser aplicados en preemergencia o postemergencia según sea el cultivo, el terreno, la climatología y otros factores.

### Según proceso fisiológico
- Hormonales: Como el ácido 2,4D, piclofed
- No Hormonales.

## Efectos sobre el medio ambiente
Los herbicidas suelen tener un efecto negativo sobre las poblaciones de pájaros, aunque su impacto es muy variable y a menudo son necesarios estudios de campo para predecir adecuadamente sus efectos. A veces los estudios de laboratorio han sobrevalorado el impacto negativo de los herbicidas debido a su toxicidad, prediciendo a veces graves problemas que luego no se observan en las condiciones de campo. La mayoría de los efectos negativos suelen ser más debidos a que su uso hace que disminuya el número de especies vegetales que sirven a las aves de refugio y fuente de alimentación. Incluso usando herbicidas poco tóxicos se ha observado que la disminución de la biodiversidad vegetal que producen afectan negativamente a los pájaros. El masivo uso de herbicidas en las zonas agrícolas neotropicales es uno de los factores implicados en que estas zonas no sean ahora de utilidad para la invernada de aves migratorias.
El uso de sustancias como son los pesticidas o plaguicidas, abonos sintéticos, etc. dentro de lo que es el proceso de cultivo, puede llegar a ser contraproducente para el suelo, esto puesto que tienden a cambiar la situación fértil del mismo y por consiguiente detener o disminuir la producción en los cultivos.

## Lista de herbicidas comunes

### Tipos de herbicidas químicos
- El 2,4-D (ácido 2,4-diclorofenoxi acético) es un herbicida de hoja ancha del grupo de los fenoxilados que se utiliza en la producción de césped y de cultivos sin labranza. En la actualidad, se utiliza principalmente en una mezcla con otros herbicidas para permitir el uso de dosis más bajas de herbicidas; es el herbicida más utilizado en el mundo, y el tercero más utilizado en Estados Unidos. Es un ejemplo de auxina sintética (hormona vegetal).[12]
- Aminopyralid es un herbicida de hoja ancha del grupo de las piridinas, utilizado para controlar las malas hierbas en los pastizales, como los muelles, los cardos y las ortigas. Es notorio por su capacidad de persistir en el compost.
- Atrazina, un herbicida de triazina, se utiliza en el maíz y el sorgo para el control de las malas hierbas de hoja ancha y las gramíneas. Todavía se utiliza debido a su bajo costo y porque funciona bien en un amplio espectro de malezas comunes en el cinturón de maíz de los Estados Unidos, la atrazina se utiliza comúnmente con otros herbicidas para reducir la tasa general de atrazina y para disminuir el potencial de contaminación de las aguas subterráneas; es un inhibidor del fotosistema II.
- Clopyralid es un herbicida de hoja ancha del grupo de las piridinas, utilizado principalmente en céspedes, pastizales y para el control de cardos nocivos. Notorio por su capacidad de persistir en el compost, es otro ejemplo de auxina sintética.
- Dicamba, un herbicida de hoja ancha postemergente con cierta actividad en el suelo, se utiliza en el césped y el maíz de campo. Es otro ejemplo de auxina sintética.
- Glufosinato de amonio, un herbicida de contacto de amplio espectro, se utiliza para controlar las malas hierbas después de la emergencia del cultivo o para el control total de la vegetación en tierras no utilizadas para el cultivo.
- Fluazifop (Fuselade Forte), un herbicida selectivo para hierbas, de absorción foliar, posterior a la emergencia y con poca acción residual. Se utiliza en una amplia gama de cultivos de hoja ancha para el control de hierbas anuales y perennes.[13]
- Fluroxypyr, un herbicida sistémico y selectivo, se utiliza para el control de malas hierbas de hoja ancha en cereales de grano pequeño, maíz, pastos, pastizales y césped. Es una auxina sintética. En el cultivo de cereales, la importancia clave del fluroxipir es el control de la carraspera, Galium aparine. También se controlan otras malas hierbas de hoja ancha importantes.
- Glifosato, un herbicida sistémico no selectivo, se utiliza en la quema sin labranza y para el control de las malas hierbas en cultivos modificados genéticamente para resistir sus efectos. Es un ejemplo de inhibidor de EPSPs.
- Imazapyr, un herbicida no selectivo, se utiliza para el control de una amplia gama de malas hierbas, incluyendo hierbas terrestres anuales y perennes, especies leñosas y especies acuáticas ribereñas y emergentes.
- Imazapic, un herbicida selectivo para el control pre y postemergente de algunas hierbas anuales y perennes y algunas malezas de hoja ancha, mata las plantas al inhibir la producción de aminoácidos de cadena ramificada (valina, leucina e isoleucina), que son necesarios para la síntesis de proteínas y el crecimiento celular.
- Imazamox, una imidazolinona fabricada por BASF para aplicación postemergente que es un inhibidor de la acetolactato sintasa (ALS). Se vende bajo los nombres comerciales Raptor, Beyond y Clearcast.[14]
- Linurón es un herbicida no selectivo utilizado en el control de hierbas y malezas de hoja ancha. Actúa inhibiendo la fotosíntesis.
- MCPA (ácido 2-metil-4-clorofenoxiacético) es un herbicida fenoxi selectivo para plantas de hoja ancha y ampliamente utilizado en cereales y pastos.
- Metolacloro es un herbicida preemergente ampliamente utilizado para el control de hierbas anuales en maíz y sorgo; ha desplazado a parte de la atrazina en estos usos.
- Metam es un compuesto organoazufrado (formalmente un ditiocarbamato), que se utiliza como fumigante del suelo, pesticida, herbicida y fungicida. Es uno de los pesticidas más utilizados en Estados Unidos, con aproximadamente 60 millones de libras utilizadas en 2001.
- El paraquat es un herbicida de contacto no selectivo que se utiliza para la quema sin labranza y en la destrucción aérea de plantaciones de marihuana y coca. Es más tóxico para las personas que cualquier otro herbicida de uso comercial generalizado.
- Pendimetalina, un herbicida preemergente, se utiliza ampliamente para controlar las hierbas anuales y algunas malas hierbas de hoja ancha en una amplia gama de cultivos, como el maíz, la soja, el trigo, el algodón, muchos cultivos de árboles y vides, y muchas especies de césped.
- Picloram, un herbicida de piridina, se utiliza principalmente para controlar los árboles no deseados en los pastos y los bordes de los campos. Es otra auxina sintética.
- Clorato de sodio (en desuso/prohibido en algunos países), un herbicida no selectivo, se considera fitotóxico para todas las partes verdes de la planta. También puede matar por absorción de las raíces.
- Triclopyr, un herbicida foliar sistémico del grupo de las piridinas, se utiliza para controlar las malas hierbas de hoja ancha sin afectar a las hierbas ni a las coníferas.
- Varios sulfonilureas, incluyendo el Flazasulfurón y el Metsulfurón-metilo, que actúan como inhibidores de la ALS y en algunos casos se absorben del suelo a través de las raíces.

### Herbicidas orgánicos
Recientemente, el término "orgánico" ha llegado a implicar productos utilizados en la agricultura ecológica. Bajo esta definición, un herbicida ecológico es aquel que puede ser utilizado en una empresa agrícola que ha sido clasificada como ecológica. Dependiendo de la aplicación, pueden ser menos eficaces que los herbicidas sintéticos y generalmente se utilizan junto con prácticas culturales y control mecánico de las malas hierbas.
Los herbicidas orgánicos caseros incluyen:
- La harina de gluten de maíz (CGM) es un control natural de las malas hierbas de preemergencia utilizado en el césped, que reduce la germinación de muchas malas hierbas de hoja ancha y de hierba.[16]
- El vinagre[17] es efectivo para soluciones de ácido acético al 5-20%, siendo las concentraciones más altas las más efectivas, pero destruye principalmente el crecimiento superficial, por lo que es necesario volver a pulverizar para tratar el rebrote. Las plantas resistentes suelen sucumbir cuando se debilitan con la pulverización.
- El vapor se ha aplicado comercialmente, pero ahora se considera antieconómico e inadecuado.[18][19][20] Controla el crecimiento superficial pero no el subterráneo, por lo que es necesario volver a rociar para tratar el rebrote de las plantas perennes.
- La llama se considera más eficaz que el vapor, pero adolece de las mismas dificultades.[21]
- El D-limoneno (aceite de cítricos) es un agente desengrasante natural que desprende la piel cerosa o cutícula de las malas hierbas, provocando su deshidratación y, en última instancia, su muerte.
- El agua salada o la sal aplicada en concentraciones adecuadas a la zona de las raíces matará a la mayoría de las plantas.[22]}

### De interés histórico y otros
- 2,4,5-Ácido triclorofenoxiacético (2,4,5-T) fue un herbicida de hoja ancha ampliamente utilizado hasta que fue eliminado a finales de la década de 1970. Aunque el 2,4,5-T en sí mismo sólo tiene una toxicidad moderada, el proceso de fabricación del 2,4,5-T contamina este producto químico con trazas de 2,3,7,8-tetraclorodibenzo-p-dioxina (TCDD). La TCDD es extremadamente tóxica para el ser humano. Con un control adecuado de la temperatura durante la producción de 2,4,5-T, los niveles de TCDD pueden mantenerse en unas 0,005 ppm. Antes de que se conociera bien el riesgo de la TCDD, las primeras instalaciones de producción carecían de controles de temperatura adecuados. Posteriormente, se comprobó que algunos lotes individuales tenían hasta 60 ppm de TCDD. El 2,4,5-T se dejó de utilizar en EE. UU. en 1983, en un momento de mayor sensibilidad pública sobre los riesgos químicos en el medio ambiente. La preocupación pública por las dioxinas era elevada, y también se retiró la producción y el uso de otros productos químicos (no herbicidas) potencialmente contaminados con TCDD. Entre ellos se encontraban el pentaclorofenol (un conservante de la madera) y los PCB (utilizados principalmente como agentes estabilizadores en el aceite de los transformadores). Desde entonces, el 2,4,5-T ha sido sustituido en gran medida por el dicamba y el triclopyr.
- El agente naranja fue una mezcla de herbicidas utilizada por el ejército británico durante la emergencia malaya y el ejército estadounidense durante la guerra de Vietnam entre enero de 1965 y abril de 1970 como defoliante. Era una mezcla 50/50 de los ésteres butílicos del 2,4,5-T y del 2,4-D. Debido a la contaminación por TCDD en el componente 2,4,5-T,[23] se le han atribuido graves enfermedades en muchas personas que estuvieron expuestas a él.
- El diésel, y otros derivados del petróleo pesado, se sabe que se utilizan informalmente en ocasiones, pero suelen estar prohibidos para este fin.